# A Pápai Református Kollégium története
A Pápai Református Kollégium közel félezer éves története során felívelő és hanyatló korszakok váltották egymást. Az 1531-ben alapított kis helyi iskola, amelyben csak tanítói vagy egyházi pályára készítették fel a tanulókat, híres kollégiummá nőtte ki magát: fénykorában az elemi iskolától az akadémiai szintig folyt Pápán az oktatás, a teológia mellett felsőfokú filozófiai, bölcsészeti, természettudományi és jogi karral is rendelkezett.
Az iskola nem tett különbséget társadalmi osztály vagy felekezeti hovatartozás szerint, tanulói között paraszti és nemesi származásúakat, illetve katolikusokat vagy izraelitákat is találunk. Számos Nyugat-Európát megjárt tanára révén folyamatosan kapcsolatban volt a külföldi egyetemekkel, így mindig a legújabb tudományos eredményeket adhatta tovább.
Amint a Jókai választotta „Istennek, hazának, tudománynak” jelmondat találóan összefoglalja, a kollégium keresztény szellemben, Isten és a haza szeretetére, hűségére nevelte tanulóit. A „Szabadon tenyészik” jelmondat szellemében az individuumot előtérbe helyezve, szabad légkörben segítette a diákok egyéni képességeinek kibontakozását. Az iskola az általános és klasszikus műveltségen túl olyan szellemi alapot nyújtott, úgy formálta diákjai jellemét és ízlését, ami a legmagasabb szintű tudományosságnak és művészetnek szolgált alapul. Emellett nem elhanyagolható a népoktatásban betöltött szerepe, nemcsak közvetlenül, hanem a kollégiumból kikerült, annak szellemiségét továbbadó tanítók révén is. Évszázados hagyománya van a tudatos és módszeres tehetségkutatásnak, az iskola legnevesebb tanárai maguk is pápai diákok voltak egykor.
A kollégium mindig nyitott volt az új eszmék iránt, hiszen maga is egy új tanítás, a reformáció szellemében jött létre. Jeles tanárai törekedtek a legkorszerűbb oktatási módszereket bevezetni, a legújabb tudományos eredményeket átadni diákjaiknak. A haladó szellemű tanárok nemegyszer saját feletteseik ellenvetései miatt voltak kénytelenek feladni újító munkájukat: Mándi Márton István és Tarczy Lajos filozófiaprofesszorokat azért támadták, mert elsőként terjesztették Kant és Hegel tanait Magyarországon. Az iskola a keresztényi értékek megőrzése mellett mégis mindig igyekezett haladni a korral. Amikor az újraindult gimnázium igazgatóját, Kálmán Attilát megkérdezték, hogy miért épp a gimnázium ad otthont egy számítástechnikai kiállításnak, azt felelte: „Mert tiszteljük a tradícióinkat”, majd a riporter meglepett tekintetét látva hozzátette: „Mert a Pápai Református Kollégiumban az is hagyomány, hogy nyitott a legújabb eszmékre, eredményekre.”

## Pápa a 16. században

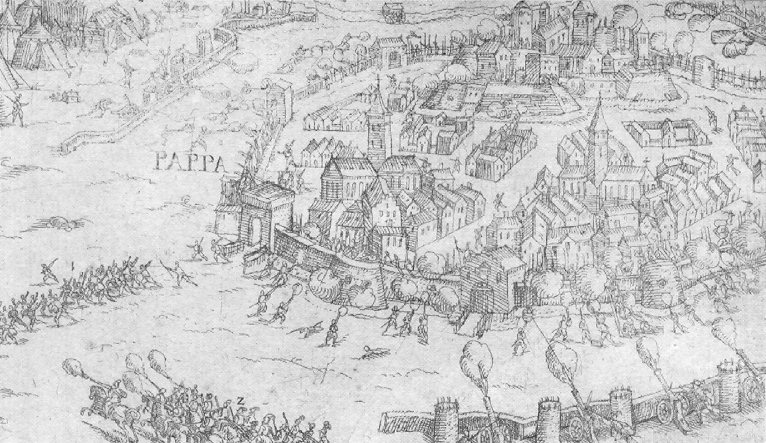
Pápa a 16. század végén

Pápa a középkorban a térség központi települése, a Garay család uradalmi központja volt, 1430-ban vár is épült itt. Jelentős volt bortermelése és malomipara, a 16. század elején kereskedői országos vámmentességet kaptak. Mint minden mezőváros, Pápa is földesúri tulajdonban volt, de polgárai a falvak lakóinál nagyobb szabadságot élveztek: adóikat egy összegben fizették meg, robotolniuk nem kellett, a város életét pedig a választott tanács és a bíró irányította.
A reformáció terjedésében a város adottságain kívül két tényező játszott fontos szerepet: a török fenyegetettség és a földesurak támogatása. A mohácsi csata, különösen pedig Szigetvár 1566-os eleste után a Dunántúl jelentős része török megszállás alá került. Pápa a kiépülő új védvonal része lett, így az uralkodó érdekeltté vált abban, hogy a polgárok elégedettek legyenek saját helyzetükkel. Állami adót nem szedtek és a személyi szabadság is növekedett valamelyest. Várát megerősítették és megjelent a városban két, a földesúrtól viszonylag független társadalmi réteg: a nemesség és a végvári katonaság.
A város polgárai igyekeztek jogaikat megvédeni, erősíteni a földesurakkal szemben, akik pedig saját hatalmukat kívánták növelni. Az ellenség közelsége, illetve a 16. század végén a hároméves török megszállás azonban egyelőre elfedte az ellentéteket. Sőt a protestáns hitre térő lakosság még támogatóra is lelt a földesurakban: a Pápát 1528 és 1535 között birtokló Thurzó Elek országbíró, majd a birtokot tőle megszerző Enyingi Török Bálint maguk is rokonszenveztek a reformációval. A Török család a 17. század elejéig birtokolta Pápát és támogatta a kollégiumot.

## Előzmények; az iskola alapítása
Pápán már a reformáció előtt, de a 16. század elejétől mindenképpen működött egy plébániai iskola, akkor még természetesen római katolikus szellemben. A város akkori földesura, a későbbi magyar király, Szapolyai János 1510-ben „a parochiális ház mögött, a halastó partján egy jobbágy telket adományoz” a katolikus egyháznak, ezen a telken épült meg az az iskola, amely később a Református Kollégium első épülete lett.
A reformáció feltehetőleg 1518–1520 körül érkezett a városba a kereskedők révén, akik útjaikról nemcsak távoli városok portékáit, hanem az új szellemi irányzatokat is magukkal hozták. Az új tanok a katolikus papság körében is nyitott fülekre találtak – ez nem meglepő, hiszen a reformációt kezdetben nem új vallásnak, hanem a katolikus vallás megújulásának tartották. 1480-tól Pápán ferences rendi kolostor és iskola volt. Tóth Endre egyháztörténész szerint ferences szerzetes lehetett az a Bálint nevezetű pap (Török Bálint udvari papja), akit Pápa reformátoraként ismerünk, és aki később részt vett Debrecen megreformálásában is.

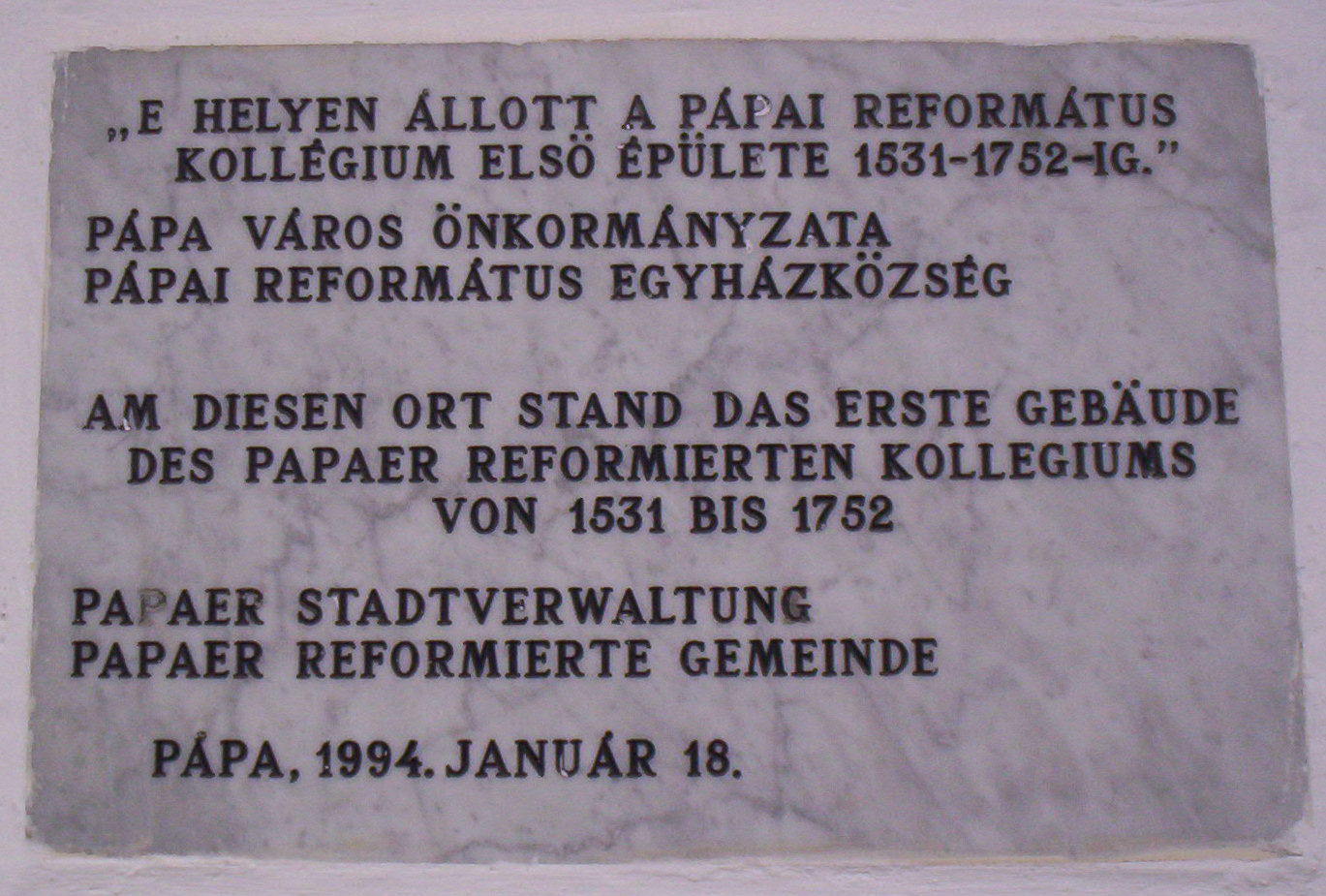
Emléktábla a kollégium első épületének helyén, a pápai Ruszek közben

Az protestáns iskola alapításának pontos dátumát és az alapító(k) személyét nem ismerjük. Az 1531-es évszámra két forrás utal: a pápai Egyháztörténeti és Egyházművészeti Múzeumban őrzött kisharangon a Scholae reformatae Papensis 1531 („a pápai református iskoláé, 1531”) felirat olvasható. Bár a harangot később öntötték, ez az adat bizonyítja, hogy a régiek is ezt tartották az alapítás évének. A kollégium 1585-ben készült törvénykönyve pedig így ír: „nostri Maiores (…) per Annos 54 omni fere Lege scripta caruissent”, vagyis „a mi eleink (…) 54 éven át csaknem minden irott törvény nélkül voltak”, innen visszaszámolva megintcsak az 1531-es évszámot kapjuk. Elfogadhatjuk tehát, hogy ekkor indult Pápán az oktatás az új tanok szellemében.
Az iskola első ismert tanítója Gyzdawith Péter volt. 1535-ben Nádasdy Tamáshoz, Sárvár protestáns földesurához intézett levelében így írta alá magát: „ludi magister et capellanus sed non papisticus”, vagyis „iskolamester és káplán, de nem pápista”. Jól jellemzi a korai helyzetet, hogy Gyzdawith még maga sem tudja, hogy nevezze vallását, inkább körülírja, hogy ő nem a római püspök követője.
A Pápai Református Kollégium tehát – akár a sárospataki és a debreceni kollégiumok – nem újonnan alapított intézmény volt, hanem egy már működő iskolából alakult át, feltehetőleg hosszabb idő alatt, a lutheri tanok hatására. A ferencesek és a protestánsok egyháza és iskolája minden bizonnyal jól megfért egymás mellett, szakításra csak később, a wormsi birodalmi gyűlés és Luther száműzetése után került sor. A ferencesek csak 1560-ban hagyták el Pápát a protestáns Török család nyomására.

## Az iskola első száz éve
Kezdetben az iskola nyilván a lutheri tanok szerint működött, de mivel a reformáció egyszerre több forrásból jutott el Magyarországra, idővel a kálvinista tanítások is megjelentek. Sztárai Mihály, aki 1560-tól 1578-ig szolgált Pápán lelkészként, még Luther követője volt. A kálvinizmus a lelkész-nyomdász Huszár Gál (1574–75) és fia, Dávid (1576–85) pápai tevékenysége idején erősödött meg. 1585-ben Pathai István személyében kálvinista pap került a pápai szószékre; ekkor már a város is református volt. Erre az időszakra esik az 1543-as török ostrom és a város 1594 és 1597 közötti megszállása, ami némileg nyilván megakasztotta a reformáció terjedését, de jelentős törést nem okozott.
A kollégium 1585-ben írott törvényei kifejezetten kálvinista szellemiséget tükröznek. Ekkorra két tagozat működött, a hatéves középiskola és a két vagy hároméves teológia, tehát a kollégium elérte a főiskolai fokot. A nagy nyugati egyetemekkel azonban nem vált egyenrangúvá, címet ugyanis nem adhatott, ez látszik abból is, hogy a pápai diákok igyekeztek valamelyik külföldi egyemen továbbtanulni.
Az iskolát a földesúr, a pápai egyház és a városi tanács közösen tartották fenn és felügyelték. Támogatták a város polgárai is, általában terményekkel és élelmiszerrel, ritkábban anyagilag, esetleg hagyaték útján. A diákok egy része minden nap városi családoknál kapott ebédet (ne feledjük, ebben az időben Pápának gyakorlatilag a teljes lakossága protestáns). Ugyanakkor a tanulók maguk is hozzájárultak ellátásukhoz: az iskola énekkara temetéseken énekelt, a felsős diákok egyházi ünnepekkor kijártak a szomszédos falvakba prédikálni, a szegényebbek kétkezi munkát vállaltak a város határában. Mindemellett a kollégium meglehetősen szerény körülmények között működött.

## Szervezeti felépítése

### A rektor
Az iskolát a 16. században a rektor vezette, ez a mai igazgató tisztségének felel meg. A rektorok teológiát végzett, és rendszerint külföldi egyetemeken is tanult, széles és friss műveltséggel rendelkező emberek voltak. A kor szokása szerint a legjobb diákokat maga a kollégium küldte külföldi tanulmányútra és erre az időre anyagilag is támogatta őket. Amikor a végzett diák hazatért, átvette a kollégium vezetését, így folytonos volt a kapcsolat a nyugati egyetemekkel, és a kollégiumot mindig a legújabb tudományos eredményeket ismerő tanár irányíthatta.
A rektor megbízatása általában csak néhány évre szólt, mert helyébe érkezett egy újabb külföldről megtért diák, őt magát pedig Pápán vagy egy környékbeli faluban meghívták papnak, amit készséggel elfogadott. Akkoriban a lelkészi pálya ugyanis jóval jövedelmezőbb, ezáltal csábítóbb volt, mint a kollégium rektori széke.
A protestáns tanokat követő diákok külföldi úticéljai nyilván a reformáció központjai, Wittenberg vagy Genf voltak. Arról azonban nincs adat, hogy a pápai kollégium rektorai közül valaki e két egyetem egyikén tanult volna. Az egyik legnagyobb német protestáns központ, a heidelbergi egyetem tanulója volt Angyal (Seraphin) Pál, aki 1616 és 1618 között vezette a kollégiumot. A heidelbergi egyetem azonban 1622-ben, a harmincéves háború során elpusztult, ettől kezdve a leendő pápai rektorok jobbára a németalföldi egyetemeket látogatták, elsősorban az utrechtit, a frankenerit és a groningenit.

### A tanmenet és az oktatók
A középkori kollégiumok nem világi értelmiséget neveltek; elsősorban az egyházi, papi pályára igyekeztek felkészíteni diákjaikat. Ennek megfelelően a tananyag is vallásos tárgyú volt: latin, görög és héber nyelvet, valamint a felső tagozaton teológiát tanítottak, illetve az alsó tagozaton ennek megalapozásaként poétikát, dialektikát, retorikát és logikát. A latin természetesen kiemelt helyzetben volt, a tanulóknak pénzbüntetés terhe mellett tilos volt magyarul megszólalniuk még a szünetekben is. Így kívánták biztosítani a nyelv tökéletes elsajátítását.
A teológiát és altudományait a felső tagozaton a rektor maga tanította. Az alsóbb osztályokban köztanítók segítették munkáját, őket a legjobb felsős diákok közül, az úgynevezett coetusból választotta ki erre a feladatra. Szintén a felső tagozatos tanulók közül kerültek ki a magántanítók, akik egy-egy diákot tanítottak a rektor utasítására napi fél-háromnegyed órában. Tanári kar tehát nem volt, illetve a tanárok egyben diákok is voltak. (Ez a rendszer egyébként a 19. század közepéig fennmaradt.)
Mivel a korban a nyomtatás még gyerekcipőben járt, az oktatás tankönyvek nélkül folyt. A tanító felolvasta vagy ismeretei alapján előadta a tananyagot, a tanulók pedig lejegyzetelték, ami meglehetősen időigényes volt. A leadott anyagot szigorúan számonkérték, és a középkori egyetemeken elterjedt szokás szerint havonta nyilvános filozófiai vagy teológiai vitát (disputatiót) is rendeztek.

### A diákönkormányzat
A kollégium működésének első évtizedei alatt megszerveződött az iskola önkormányzata, a coetus. Hogy ismert formája mikorra alakult ki, nem tudjuk, de 1585-ben már fennállt: az iskola legrégebbi törvénykönyve részletesen tárgyalja felépítését és működését.
Akárcsak az oktatók, az iskola ügyintéző személyzete is a coetusból, tehát az idősebb diákok közül került ki (csak a felső évesek voltak a tagjai). Vezetője a senior volt, két fő tisztviselője pedig az ellenőr (contrascriba) és a sáfár (oeconomus), mindhármukat a coetus választotta a rektor jelenlétében. A rájuk bízott tisztséget nem utasíthatták el, vagy ha mégis, akkor pénzbüntetést tartoztak fizetni. A sáfár volt a gazdasági vezető: tárolta az természetben kapott adományokat, a temetéseken harangozott és beszedte az énekkar közreműködéséért járó pénzt. Az ellenőr kezelte a kollégium kasszáját: beszedte a büntetésekből származó pénzt, az anyagi adományokat, a diákok szolgálatának jutalmazását. Az összegyűlt pénzt minden hónapban szétosztották a coetus tagjai között.
A gazdasági ügyek irányításán túl a coetus feladata volt a fegyelem megőrzése. Az iskola törvényei büntették a káromkodást, a rágalmazást, szerencsejátékot és a táncot, megkövetelték az egymással és a városi polgárokkal szembeni tisztességes viselkedést, a törvények megszegői pedig megszabott összegeket tartoztak befizetni a közös kasszába.

## Az ellenreformáció megindulása…
A három részre szakadt ország nyugati részében uralkodó Habsburgok a katolikus vallás egyetemessé tételében látták hatalmuk megőrzésének biztosítékát. A cuius regio, eius religio (akié a föld, azé a vallás) elv alapján, valamint azért, mert a császári udvarban a protestáns urakat nem látták szívesen, a 17. század elejétől számos protestáns főúr (a Nádasdyak, Zichyek, Batthyányak, Zrínyiek, Thurzók) katolizált. Bár a bécsi béke és ennek 1608-as országgyűlési megerősítése biztosított bizonyos vallásszabadságot, a gyakorlatban ez kevéssé érvényesült.
1618-ban Török István halálával fiúutód nélkül kihalt a protestáns Török család, a kollégium legfőbb anyagi támasza. Török István nővére révén a birtok a szintén protestáns Nyári családra szállt. Nyári Miklós a harmincéves háború első felvonása során II. Ferdinánddal szemben Bethlen Gábor mellé állt, emiatt perbe fogták. Pápai birtokát Esterházy Miklós nádor szerezte meg. Ugyan Esterházy is protestáns kisnemesként született, de szédületes birtokszerző karrierjének (1626-ban már a leghatalmasabb főurak egyike) feltétele volt a katolizáció, így nem nézte jó szemmel a kollégium működését. Esterházy 1630-ban elzálogosította a pápai uradalmat Csáky Lászlónak, aki elhatározta, hogy betelepíti a városba a pálos rendet, hogy azok visszatérítsék a polgárokat a katolikus hitre. A pálos rendházat és a gimnáziumot (a mai Türr István Gimnázium) 1638-ban alapították. A valódi támadás a református egyház ellen azonban csak az 1650-es években indult meg, amikor a birtok visszaszállt Esterházy Miklós fiaira, Ferencre és Pálra.

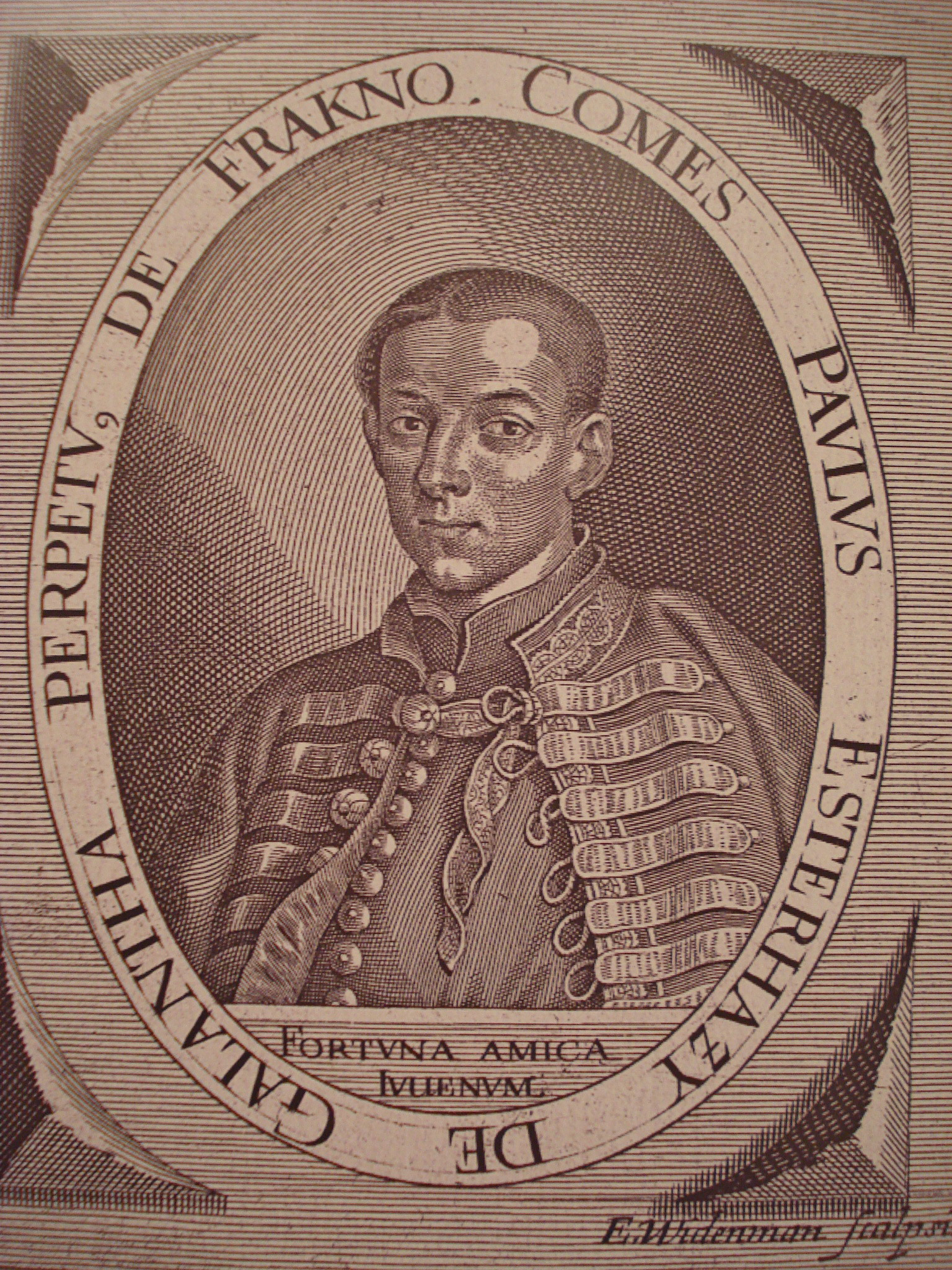
Esterházy Pál várkapitányként igyekezett katolikusokra cserélni a református katonákat

Az Esterházyak igyekeztek a városi tanácsból eltávolítani a reformátusokat; nem volt könnyű dolguk, hiszen ekkor szinte egész Pápa kálvinista volt. A földesúri jogra hivatkozva maguknak követelték a templom kulcsait, és miután a pápaiak nem adták át neki azt, 1660 elején egyik éjjel német katonasággal megszállták a várost, a templomot és a temetőt elfoglalták és sokakat katolizálásra kényszerítettek. A református iparosokat eltiltották munkájuk gyakorlásától. A nyílt vallásüldözés miatt több mint hatszáz kézműves elhagyta a várost. Ezzel kiiktatták a kollégium másik anyagi támaszát is. Már csak közvetlen jövedelmeitől kellett megfosztaniuk: a polgároknak megtiltották, hogy a papnak és a kollégium rektorának fizetést és a diákoknak élelmet adjanak, és hogy a diákok a temetéseken énekeljenek.

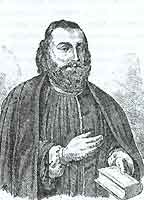
Balog (Séllyei) István református püspök

A pápai református vallásszabadság utolsó zálogát a várban szolgáló protestáns katonaság képezte. Esterházy Pál várkapitányként igyekezett katolikusokra cserélni a református katonákat, mert azok vonakodtak érvényre juttatni a reformátusok jogait sértő rendeleteit. Másrészt a 17. század végére, miután a törököt sikerült kiűzni az országból, Pápa elvesztette végvári szerepét és ezzel kiváltságait is. (A 18. század elején, mivel Pápa Rákóczi mellé állt a szabadságharcban, császári rendeletre a várat le is bontották.)
Mindezzel egyidőben országos szinten is megindult a vallásüldözés. 1674-ben lázítás és a Wesselényi-összeesküvésben való részvétel vádjával háromszáz protestáns prédikátor között Séllyei István dunántúli püspököt, korábbi pápai tanárt és Kocsi Csergő Bálint rektort is beidézték a pozsonyi törvényszék elé. Mivel nem voltak hajlandók sem áttérni a katolikus hitre, sem pedig felhagyni az egyházi szolgálattal, száz társukkal együtt előbb halálra ítélték őket, majd enyhítésként eladták őket gályarabnak nápolyi hajókra. Két évvel később szabadította őket ki Michiel de Ruyter holland tengernagy, majd rövid svájci tartózkodás után mindketten visszatértek Pápára és folytatták munkájukat.
Az ellenreformáció vészterhes korszakának elején a kollégiumnak a nehézségek és támadások ellenére is sikerült fennmaradnia, sőt 1680-ban az épületet ki is bővítették. A templom elfoglalása után az iskola belső udvarán tartották az istentiszteleteket. Bár a tanulók száma némileg csökkent, a tanítás nem szűnt meg, a főiskolát továbbra is külföldön (jobbára Németalföldön) képzett rektorok irányították. A 17. század során a latin nyelv és a teológia mellett világi tárgyak is helyet kaptak a tananyagban, földrajzot és történelmet tanítottak. A diákok tankönyvből tanulták a görög és latin nyelvtant, az alsó tagozatban használt ábécéskönyvet Pápán is nyomtatták.

## …és erősödése
Esterházy Antal földesúr Rákóczi fejedelmet támogatta a szabadságharc alatt, és feladta családja türelmetlen valláspolitikáját is; a református egyház és így a kollégium egy rövid időre lélegzethez jutott. 1707-ben azonban a császáriak felégették a várost, a tűzvészben az iskola épülete is elpusztult.
Az elbukott szabadságharc után Pápa Esterházy Ferenc és József kezére jutott, akik a családi hagyományt folytatva célul tűzték ki a város megtisztítását a protestánsoktól. 1714-ben földesúri jogon megtiltották az evangélikusok nyilvános vallásgyakorlatát, a piactéren álló imaházat zsoldos katonasággal foglalták el. A reformátusok eltávolítása – a hívők nagy száma miatt – már nehezebb feladatnak bizonyult, ezért 1718-ban az uralkodóhoz fordultak. III. Károly király november 5-én kelt rendeletében megjegyzés nélkül helybenhagyta a feliratot, amely „a pápai református egyház vallásgyakorlatát, mely ekkorig is csak mint várőrségnek engedtetett meg, egyszerűen megsemmisíti, megsemmisítő rendelete végrehajtását a megyére bízván.”
Az egyházközség és a pápai református nemesség természetesen megfellebbezte a rendeletet. Főleg vezetőjük, Kenessey István személyes közbenjárásának volt köszönhető, hogy a templomon kívüli vallásgyakorlatot engedélyezték, tehát az iskola – ekkor még – tovább működhetett. Az 1731-ben kiadott Carolina resolutio azonban megszüntette a kollégium létének minden jogi alapját: az 1681-es törvényt megszigorítva kimondta, hogy a protestánsok csak az ún. artikuláris helyeken gyakorolhatják szabadon vallásukat.
A törvény azonnali érvényre juttatása a nemzetközi helyzetnek köszönhetően maradt el: a Pragmatica Sanctio nehézkes elfogadtatása, az osztrák–török háború, majd az osztrák örökösödési háború alatt a császári udvar nem kívánta kihívni maga ellen a református rendek haragját. A háború után azonban elhárult minden akadály, Esterházy Ferenc követelésére a Helytartótanács 1749-ben rendeletileg megszüntette a pápai vallásgyakorlatot. Az egyházközség ezúttal is a királynőhöz fordult, aki két és fél éves jogi procedúra után úgy döntött, hogy elveszi a pápai reformátusoktól a vallásgyakorlat jogát. Rendeletét az 1752. május 12-i megyegyűlésen hirdették ki. A két papot, Torkos Jakabot és Komáromi Pált, valamint Kún János rektort felszólították, hogy három órán belül hagyják el a várost. A kollégium épületét lefoglalták, a református imaház szószékét lerombolták. A legtöbb diák hazatért, Kún rektor a tilalom ellenére néhány idősebb diákkal még pár napig a városban maradt.

## Az adászteveli száműzetés

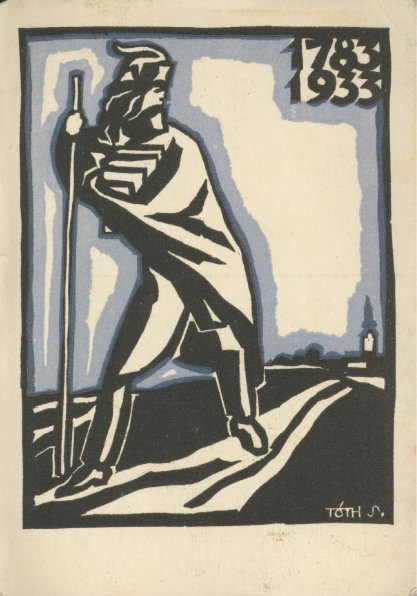
A száműzetésből való visszatérés 150. évfordulóján megjelent emléklap, A. Tóth Sándor munkája

Bár Mária Terézia elkötelezetten a rekatolizáció mellett állt, lázadásra nem akart alapot adni. Ezért az említett rendeletében meghagyta, hogy az elűzött reformátusoknak tegyék lehetővé, hogy egy szomszédos faluban továbbra is gyakorolhassák vallásukat.
Május végén már a királynő előtt volt a pápaiak kérvénye, hogy engedélyezze iskolájuk működését az alsóvárosban vagy a közeli Adásztevel faluban, valamint az utóbbi esetben az ottani templom kibővítését. A kérvény ellen mind Esterházy gróf, mind Veszprém vármegye közgyűlése hevesen tiltakoztak és követelték a pápai református egyház és a kollégium teljes felszámolását, mondván, hogy a református ifjak tanulhatnak Sárospatakon vagy Debrecenben. A tiltakozást újabb folyamodvány követte, a huzavona újabb egy évig tartott. A bécsi kancellária és Mária Terézia azonban nagyvonalúbb volt a magyar főuraknál: a reformátusok 1753. június 25-én engedélyt kaptak Adásztevelen egy nagyobb (de torony nélküli) templom építésére, vallásuk gyakorlására és az iskola újraindítására, bár csak algimnáziumként, felsőfokú teológiai képzés tehát nem folyhatott.
Mária Terézia kötelezte Esterházy földesurat arra, hogy a kisajátított épület értékét térítse meg a reformátusoknak. Az egyházközség azonban nem vette fel a kárpótlást, ezzel juttatva kifejezésre, hogy az épületet sajátjának tekinti és továbbra is igényt tart rá. Az egyház készpénzvagyonát nem kobozták el és ez, kiegészülve a tehetősebb egyháztagok adományaival és a diákok tandíjával, elegendő volt az adászteveli iskola fenntartására.

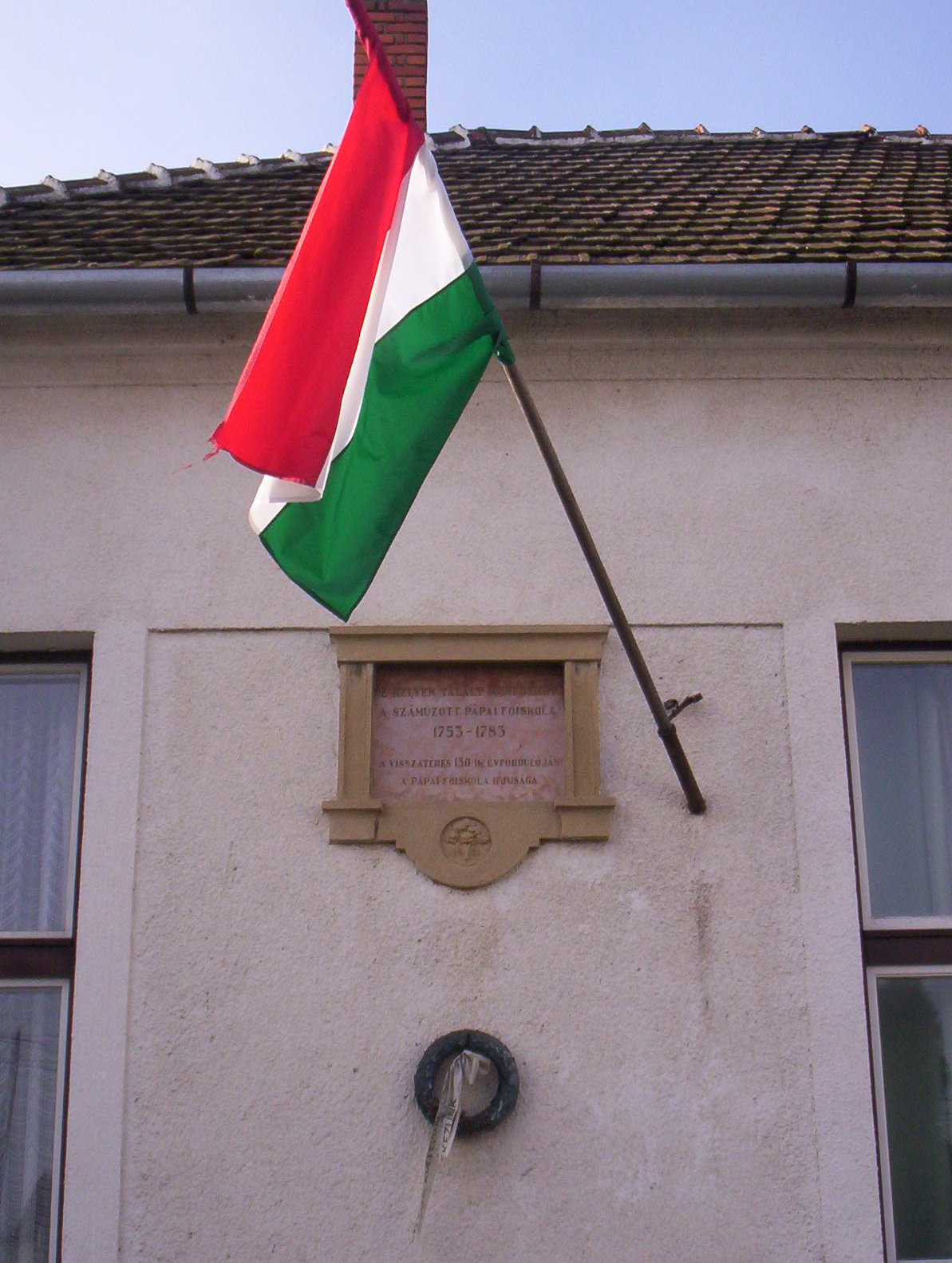
Az adászteveli iskola falára is a 150. évfordulón, 1933-ban került emléktábla

A kormányzat többszöri kérelem után sem engedélyezte a főiskolai képzést, sem pedig azt, hogy mint addig, két papja legyen a gyülekezetnek; a kérvények a bürokrácia valamelyik szintjén általában elakadtak (helyesebben elfektették őket). Az egyház azonban, némileg ellenszegülve a rendeleteknek, 1759-ben második prédikátornak Adásztevelre hozta Torkos Jakab szuperintendenst, aki a pápaiak és a teveliek közös papjaként működött, 1775-től pedig csak püspöki teendőit látta el (szintén Tevelről). A főiskolai képzés ügyében is igyekeztek tágítani a lehetőségeket: az iskola a hazatéréskor egy vagy két osztállyal már meghaladta az algimnáziumi fokot, 1771-től német nyelvet is tanítottak (a magyar nyelv tanítása, illetve a magyar tannyelv még nem került szóba, ahogy a kor más iskoláiban sem).
A kollégium kezdetben az adászteveli iskola épületében működött, a templom kibővítése után, 1755-ben kezdték felépíteni saját épületüket. (A hagyomány szerint innen származik a kollégium címerében szereplő eperfa, a kis falusi iskolában ugyanis nem fértek el a pápai diákok, ezért egy terebélyes eperfa alatt folyt az oktatás.) Mivel a főiskolai oktatást nem engedélyezték, nem voltak felső tagozatos diákok, akik a korábbi gyakorlatnak megfelelően a kisebbeket taníthatták volna. A teveli elemi iskola tanítója elvállalta ugyan a pápaiak kezdő osztályának tanítását, a többi osztály tanításának gondja a rektorra, Nagy Mihályra hárult.
Nagy Mihály volt az iskola rektora a teveli száműzetés teljes harminc éve alatt. Egymaga vezette a kollégiumot és tanított négy (később öt) osztályt, a források szerint mintegy 50-60 diákot, és tette mindezt meglehetősen alacsony javadalmazásért. 1783-ban, amikor a reformátusok visszatérhettek Pápára és újraindulhatott a főiskola, a vezetést átadta képzettebb kollégáinak, ő maga megmaradt osztálytanítónak.

## Felvirágzás

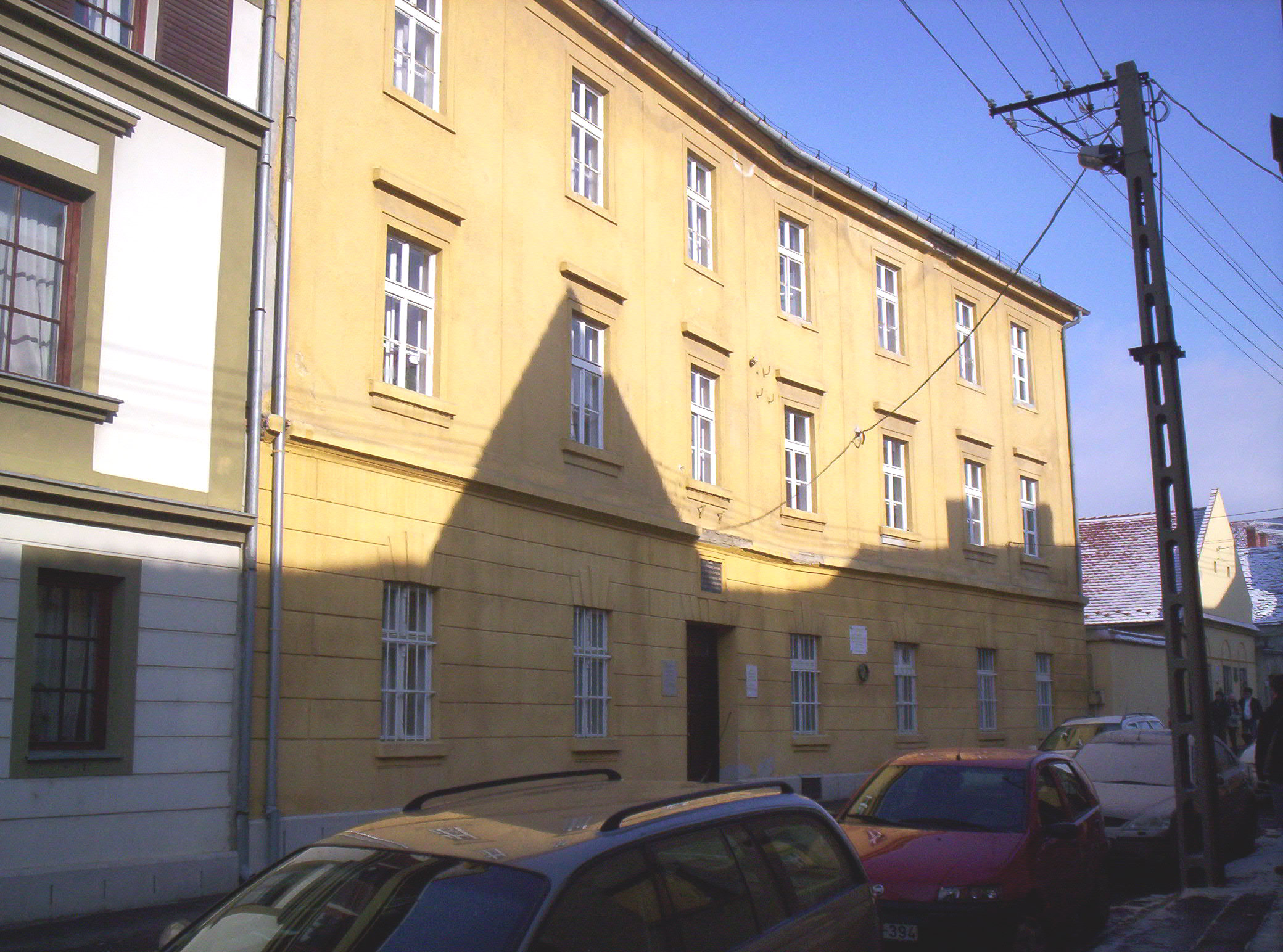
A Petőfi utcai ókollégium, ma lányinternátus

II. József türelmi rendelete, bár teljes egyenlőséget nem biztosított a protestánsok számára, jogfosztottságuknak véget vetett. Az 1781-ben kiadott rendelet Pápán csak két év késéssel léphetett életbe, mert a hivatalos szervek minden eszközzel igyekeztek elodázni végrehajtását. A pápai reformátusok személyesen a királyhoz fordultak. Bár a kancellária és az államtanács egyaránt a pápai kérvény elutasítását javasolta a királynak, ő a javaslatot saját kezűleg áthúzta és ráírta határozatát: „Papensibus religionis privatum exercitum cum scholis concedo”, vagyis „A pápaiaknak a vallás magángyakorlatát az iskolákkal együtt engedélyezem”.

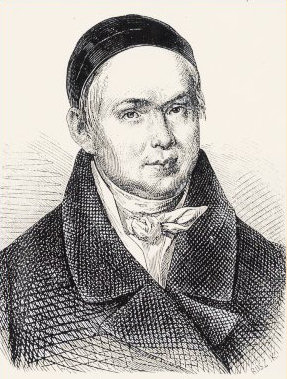
Mándi Márton István

Mivel az 1752-ben elkobzott iskolaépület időközben egy tűzvész során megsemmisült, az érte felajánlott összeget kamataival együtt az egyház felvette. Ebből és az egyháztagok adományaiból indult meg az új templom építése az Eőry-Szabó családtól kapott telken (ez a mai ótemplom, 1972 óta egyháztörténeti múzeumként működik), ami 1784 karácsonyára be is fejeződött. A kollégium tulajdonképpen csak 1785-ben költözött vissza a városba, miután a Torkos család által felajánlott Szent László utcai házat átalakították iskolának és tanárlakásnak. Ez az épület 1788-ban egy újabb tűzvészben szintén leégett, de újjáépítették, sőt 1793-ban ki is bővítették, ekkor épült a mai Petőfi utcai rész.
A sikeres rekatolizáció után a pápai református közösség meglehetősen csekély létszámú volt, a nyolcezres városban körülbelül ezer fő. Ez az apró pápai egyház – földesúri támogatás nélkül – már nem volt képes fenntartani az iskolát, ezért az 1797-ben a Dunántúli Református Egyházkerület gondnoksága alá került. A városi tanács és az egyházkerület közötti nézeteltérések, tulajdonjogi viták miatt két ízben (1804-ben és 1839–1847 között) felmerült a kollégium Komáromba való áthelyezésének a lehetősége, de a vitában mindkétszer az iskolát Pápán tartani akarók maradtak felül.
Mándi Márton István 1790-ben került a kollégium élére. A rendkívüli munkabírású professzor 41 éves tevékenysége alatt – két nem kevésbé kiváló társával, Tóth Ferenccel és Láczai Szabó Józseffel – híres főiskolát szervezett Pápán. 1804-ben a református konvent a sárospataki és debreceni kollégiumokkal egyenrangúnak ismerte el a pápai iskolát.
Mándi nemcsak kitűnő szervező volt, hanem igazi újító szellem is: felismerte a természettudományos nevelés szükségességét, felkészült tanárokat hozott Pápára és a legkorszerűbb tanítási módszereket vezette be. Irányítása alatt a kollégium szervezete átalakult, ekkor kezdtek kialakulni a modern főiskolákra jellemző tanszékek, az iskolát már nem egyetlen rektor irányította, hanem minden kar élén egy professzor állt. A természettudományokat Láczai, a teológiát főként Tóth Ferenc oktatta, maga Mándi a filozófiai tanszéket vezette. Magyarországon elsőként terjesztette Kant nézeteit, emiatt sokan támadták. Tanítványait – szintén az elsők között – magyar nyelven oktatta; később meg is tiltották neki, így vissza kellett térnie a latin tannyelvhez.

## A kollégium fénykora
A harmincas években az Esterházy család felhagyott ellenreformációs magatartásával, sőt a kollégium támaszává vált: Esterházy Károly két ízben is, 1834-ben és 1838-ban anyagilag támogatta a kollégium tatarozását és konyháját.

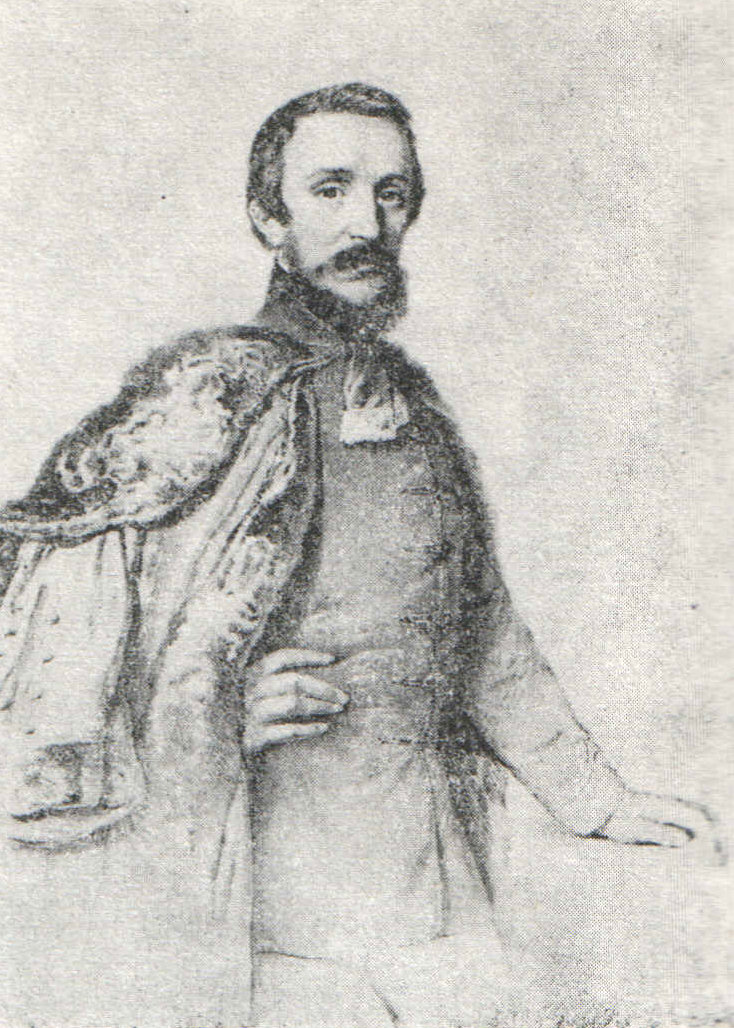
Tarczy Lajos

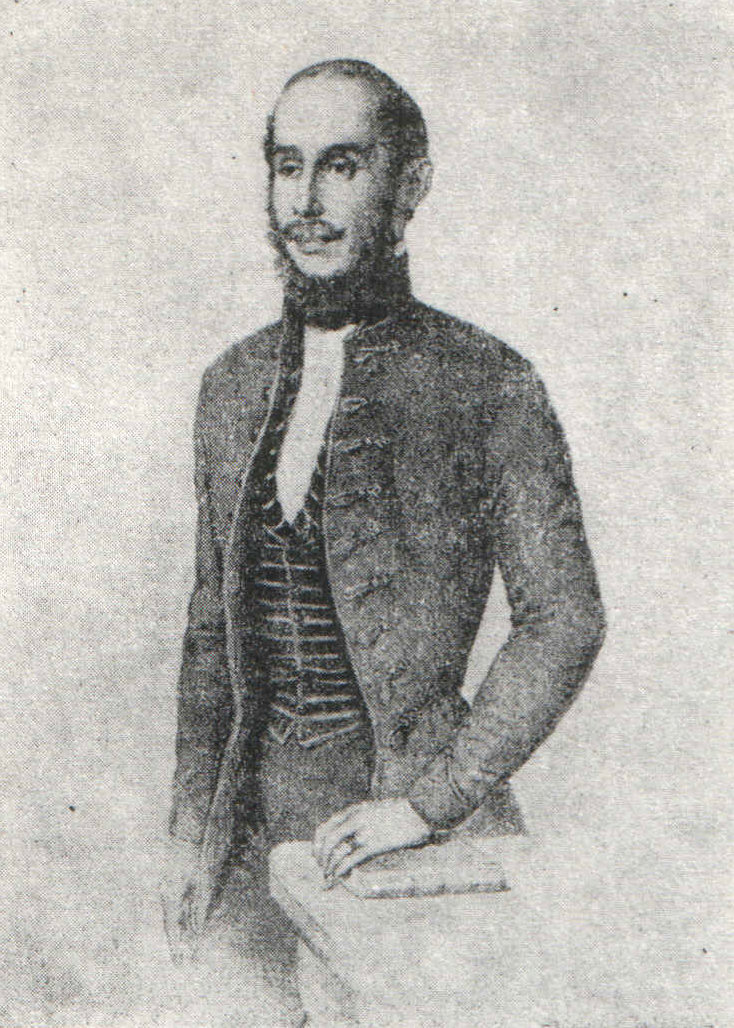
Bocsor István

A reformkorban az oktatás nyelve a nyelvújító mozgalom hatására – 1844-től pedig a törvény szerint is – már teljes egészében a magyar volt. A kollégiumot neves tanárok vezették: Bocsor István történész, Stettner György jogász, valamint Tarczy Lajos filozófus és természettudós, aki a Tudományos Akadémia tagja is volt. Már hat tanszék működött: teológiai, szentírás-magyarázati, filozófiai, bölcseleti, természettudományi, és megindult a jogi képzés is. Folytatták a Mándi által megkezdett újjászervezést, korszerűsítést, Tarczy hozta létre a kollégium nyomdáját 1837-ben, ahol saját műveit is kiadta, több természettudományi témájú tankönyvet írt.
Tarczy Lajos alapította meg 1841-ben a Képzőtársaságot, a város egyik legjelentősebb szellemi központját, amelynek első elnöke is lett, és ami 110 évig, a kollégium államosításáig állt fenn. A Képzőtársaság érdemkönyvébe a legjobbnak ítélt alkotásokat szerzőik, a diákok saját kezükkel írhatták be. Megalakulásakor tagja lett Jókai Mór, Orlai Petrich Soma és Petőfi Sándor. Utóbbi első költői sikereit is pápai diákként érte el: ekkor jelentek meg első versei, a Képzőtársaság ünnepségén előadott szavalatát pedig Esterházy gróf egy aranyforinttal jutalmazta.

### 1848
Pápa élénk szellemi és gazdasági élete jó táptalaja volt a forradalmi eszméknek. 1848. március 16-án már tudtak a pesti eseményekről és a kollégium nyomdájában cenzori engedély nélkül kinyomtatták a Nemzeti dalt és a tizenkét pontot, a diákok pedig fáklyás felvonulást rendeztek. A felsős diákok a szülők és tanárok óvása ellenére egyre nagyobb számban katonának álltak, ezért májusban az iskolát feloszlatták. Legnépszerűbb tanáraik, Tarczy és Bocsor azonban nem tartoztak az ellenzők közé. Bocsor István, amikor a hadba induló diákokat búcsúztatta, így buzdította őket: „Önök a hazáért harcolni indulnak, s ha Önök nem azt tennék, amit tesznek, mint kárbaveszett munkát, széttépném irataimat, s darabokra törve katedrám, mint tanár működésem hitvány emlékét, irataimmal együtt elhamvasztanám.”. Valószínűleg folyt oktatás a ’48/49-es tanévben, de csak az alsó osztályokban.

## Az abszolutizmus és a dualizmus alatt
A szabadságharc bukása után újra benépesült az iskola, a felső évfolyamokban is megindult a tanítás. A harcból visszatérő diákokat a főiskola igyekezett megvédeni a felelősségrevonástól, 1850-ben elutasították a császári főbíró követelését, melyben a hadviselt tanulók névsorát kérte. Bár a háború után az ország és az egyházkerület is rossz anyagi helyzetben volt, közadakozásból 1850-re sikerült visszaállítani a tanulók ingyenes étkeztetését. A tanári kar jórészt lecserélődött, bár a két legjelentősebb professzor, Tarczy és Bocsor a helyén maradt. Két nagy formátumú tanáregyéniség szegődött melléjük, a jogász Kerkapoly Károly és Váli Ferenc, akinek vezetésével elindult a neveléstani képzés, a későbbi tanítóképző elődje.
A bécsi centralizációs politika részeként 1849-ben bevezetett oktatási törvény, az Entwurf megszüntette azt a gyakorlatot, hogy végzős diákok oktatták az alsó osztályokat, szigorú szabályozással a gimnáziumok nyolc osztályúvá fejlesztését, szaktanárok alkalmazását írta elő és bevezette az érettségi vizsgát. Ezeket a feltételeket Pápán egyelőre nem tudták teljesíteni, így a gimnázium nem tarthatott érettségi vizsgát, tehát diákjai nem tanulhattak tovább főiskolákon és egyetemeken. 1853-ban a jogi képzés megszűnt – az abszolutizmus országszerte igyekezett szűkebb mederbe szorítani a jogi akadémiák működését.

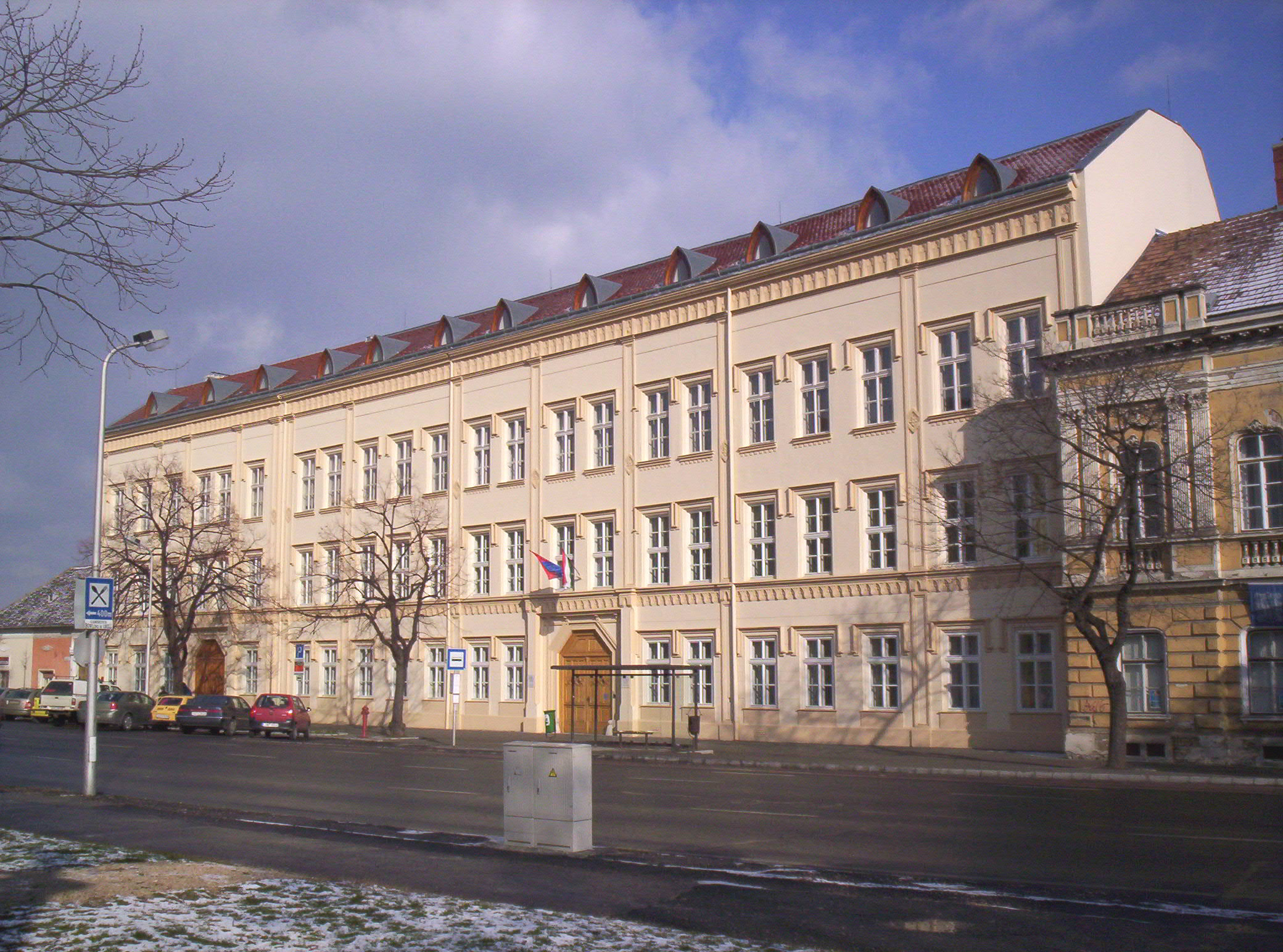
A Nátus, ma a Teológia épülete

Többszöri próbálkozás után a kollégium 1857-ben nyerte vissza nyilvános jogait, és sikerült elérni, hogy a rendelet által előírt német helyett a magyar maradhasson a tanítás nyelve. Az első érettségi vizsgát az iskola újonnan elkészült épületében tartották ünnepélyes keretek között (ez az épület ma a teológiának helyet adó Nátus a Március 15. téren). Ezzel a kollégium újra fejlődésnek indult és egy újabb átszervezésre is sor került: a dualizmus alatt a teológiát már nem a gimnáziumi osztályok folytatásaként, hanem a kollégium kötelékén belül, de külön intézményben, a Teológiai Akadémián oktatták. 1876 és 1890 között Tanítóképző is működött Pápán (ugyancsak külön intézményként). 1861-ben újraindult a Jogakadémia, de a dualizmus rendszere igyekezett az egyházat kiszorítani a jogászképzésből, így 1885-ben végleg megszűnt. Bocsor István ekkor azt mondta: „Sajnálom, nagyon mélyen sajnálom, hogy én voltam az első és én leszek az utolsó jogtanár…, én ezt túl élni nem fogom.” Még ebben az évben valóban meghalt.
A dualizmus első éveiben az érettségi tárgyai a latin, a matematika és a magyar nyelv voltak, ezek később a történelemmel és a természettannal egészültek ki. Ezenfelül egyháztörténetet, görög és német irodalmat, világtörténelmet, föld- és őslénytant, gondolattant, növény- és ásványtant, mennyiségtant, embertant, vegytant, lélektant és állattant oktattak az iskolában. Számos délutáni szakkör működött, a dualista kor végén már 19-en tanultak angol nyelvet, 27-en franciát, 150-en gépírást, 178-an gyorsírást, 255-en szabadkézi rajzot, 212-en zenét. A tanulók között valamennyi társadalmi réteg, az értelmiség, a polgárság és a parasztság is képviseltette magát. Ugyancsak jelen volt minden vallási felekezet, az evangélikusok, katolikusok, és izraeliták, bár többségben természetesen a reformátusok voltak.
Mivel a fejlődő iskola számára már az alig harminc évvel korábban épült új kollégium is szűknek bizonyult, a kilencvenes években – részben állami pénzből – megkezdődött a mai gimnázium építése. Az új iskola 1895-ben nyitotta meg kapuit (szintén a Március 15. téren), homlokzatán a Jókaitól származó híres jelmondattal: „Istennek, hazának, tudománynak”. A kibővített régi épületben jött létre 1902-ben a Nőnevelő Intézet, a Nátus, aminek közvetlen fenntartója az egyházkerület volt, szerkezetileg tehát nem, de szellemileg mindenképpen a kollégiumhoz tartozott. A Nőnevelőnek három tagozata volt: a polgári iskola, a líceum és itt működött tovább a tanítóképző.
Az első világháború nem kerülte el az iskolát sem: 22 diák és egy tanár hősi halált halt a fronton.

## A Horthy-rendszerben

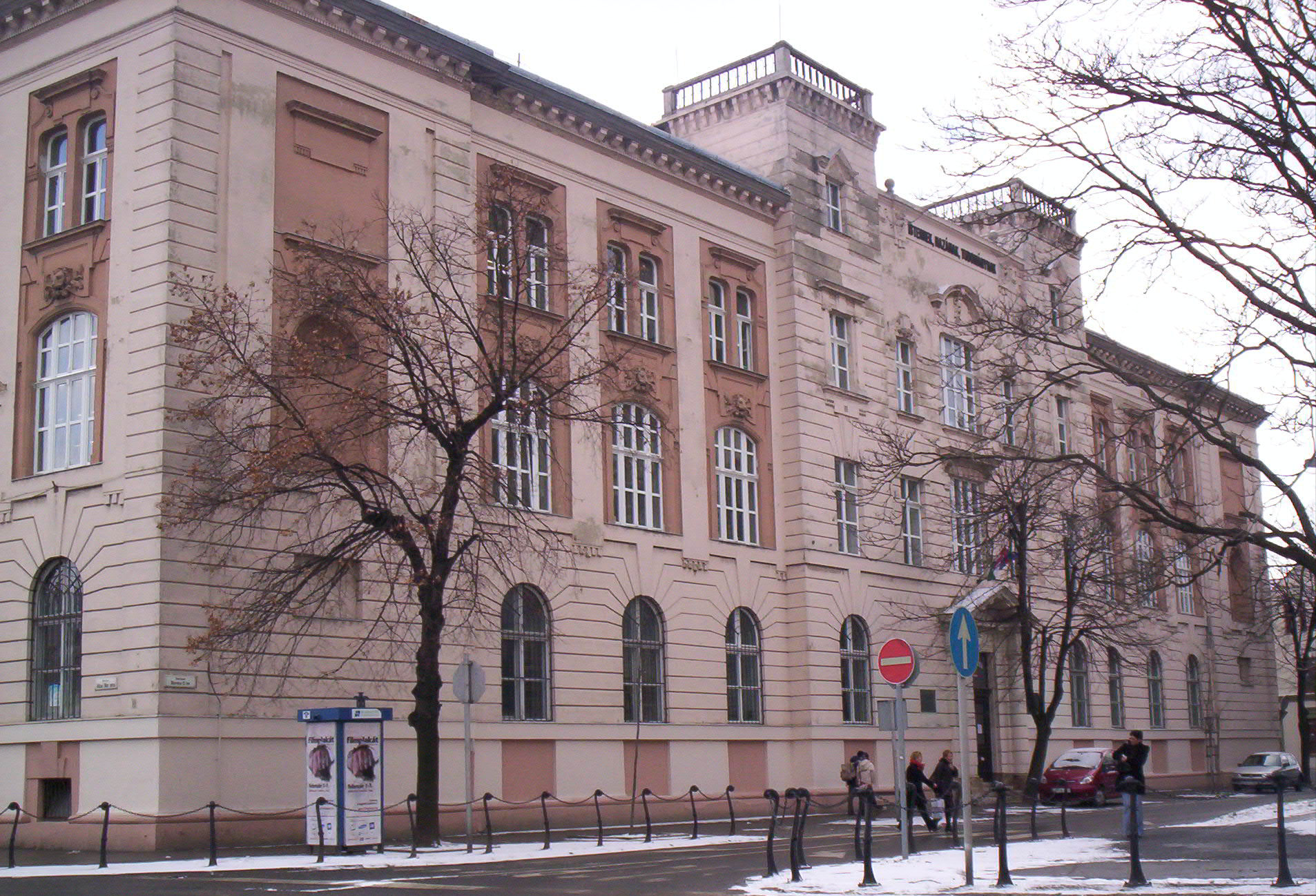
A gimnázium épülete

A Trianon okozta sokk, a Tanácsköztársaság forradalmi hangulata a pápai diákságra is hatással volt, 1919 tavaszán 66 tanuló harcolt a vörös hadseregben, az oktatás menete azonban nem akadt meg. 1919 nyarának elején államosították ugyan a kollégiumot, az már augusztusban, a Tanácsköztársaság bukása után visszatért az egyházkerület kezébe.
1931 szeptemberében nagy pompával, Horthy kormányzó jelenlétében ünnepelték a kollégium alapításának négyszázadik évfordulóját. Az ünnepségen tizenegy külföldi egyetem képviselői vettek részt és több államfő is elküldte üdvözletét. Két évvel később a kollégium újra ünnepelt, ekkor emlékeztek meg az iskola újjászületéséről, az adászteveli száműzetésből való visszatérés 150. évfordulójáról.
A 20. század kiépülő piacgazdaságában egyre érezhetőbb lett a kollégiumnak az a hiányossága, hogy bár széles körű általános és klasszikus műveltséget adott, a gyakorlati életre nem készítette fel tanulóit. Válaszul a kor kihívásaira 1939-ben létrehozták a négyosztályos kereskedelmi középiskolát. 1945-ben az addig az egyházkerület közvetlen kezelésében működő Nőnevelő a kollégium része lett, aminek ekkortól már hat tagozata volt: teológia, gimnázium, kereskedelmi iskola, polgári iskola, líceum és tanítóképző.

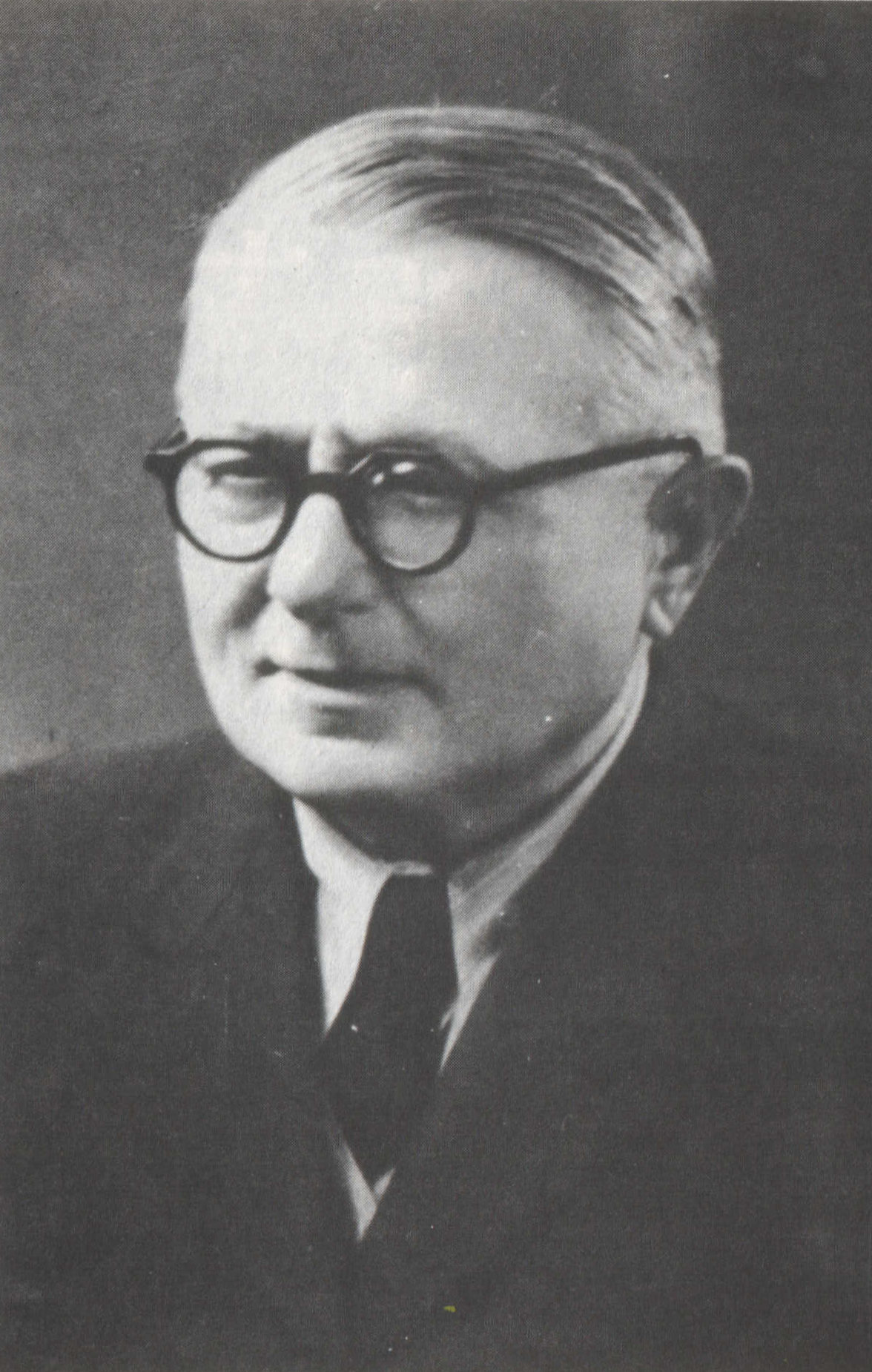
Rab István

A korszak jeles tanárai között találjuk A. Tóth Sándor képzőművészt, Trócsányi Dezső filozófust, Szathmári Lajost, a Képzőtársaság megújítóját, és itt kezdte tanári pályáját az egykori öregdiák, Lőrincze Lajos nyelvész is. Faragó Jánost és Fejes Zsigmondot, a kollégiumi cserkészcsapat megszervezőjét 1941-ben Rab István követte az igazgatói székben. Ez a tanári gárda a háború és az erősödő diktatúra alatt is igyekezett fenntartani az iskola hazafias szellemiségét. Magyarország német megszállásának másnapján, 1944. március 20-án Rab István igazgató nemzeti színű kokárda viselésére szólította fel a tanulókat.
A második világháború kitörése nagyban megnehezítette a kollégium életét: a tanítás rovására nőtt a leventeoktatás jelentősége, később mindennapossá váltak a légvédelmi gyakorlatok. Több tanárt behívtak katonának, a ’43/44-es tanévben a folytonos légiveszély lehetetlenítette el a tanítást. 1944 júniusában a hadsereg lefoglalta a főépületet és hadikórházat rendezett be, a gimnázium visszaköltözött a Nátusba. A ’44/45-ös tanév gyakorlatilag le sem folyt, a nyilas rémuralom alatt a diákoknak csak töredéke tért vissza az iskolába. A zsidó származású diákokat koncentrációs táborokba hurcolták, legtöbbjük sosem tért vissza; a halottak pontos száma ma is ismeretlen. A Nátus igazgatója, a református hitre tért zsidó dr. Körös Endre még Pápán az öngyilkosságba menekült. A háború végén Pápa rövid ideig frontváros volt, a harcok során az épületben felbecsülhetetlen károk keletkeztek, a könyvtár is megsérült.

## Államosítás
A kommunista hatalomátvétel után, 1948-ban törvény született az egyházi iskolák államosításáról. Az egyházkerület kénytelen volt beleegyezni a Nőnevelő Intézetet és a Kereskedelmi Iskola államosításába, de cserébe ígéretet kapott az államtól arra, hogy a teológia és a gimnázium egyházi kezelésben marad. Ezt a megállapodást felrúgva 1951-ben a teológiát, majd egy évvel később a gimnáziumot is megszüntették, a kollégium híres jelmondatát, az „Istennek, hazának, tudománynak” feliratot leverték a főépület homlokzatáról. Az épületben létrehozták a Petőfi Sándor Gimnáziumot, a tanárok egy részét azonban más középiskolákba helyezték át vagy nyugdíjazták, hogy a kollégium egyházi-hazafias szellemiségét is megtörjék. A nagy múltú iskola évtizedekig tartó hallgatásra kényszerült.
Egyházi tulajdonban csak a főiskola könyvtára maradt. Ennek és a közvetlenül az egyházkerület irányítása alá tartozó levéltárnak az egyesítésével jött létre 1958-ban a kollégium egyetlen intézménye, ami a diktatúra évtizedei alatt is folyamatosan működhetett: a Tudományos Gyűjtemények. Mindössze a főépület keleti szárnyának földszintjén tarthattak meg néhány helyiséget. Szintén a Tudományos Gyűjtemények része lett az 1972-ben létrejött Egyháztörténeti Múzeum az református ótemplomban.

## Újraindulás
A nyolcvanas évek enyhülő diktatúrája alatt megindult a küzdelem az elvett egyházi intézmények visszaszolgáltatásáért. Az Állami Egyházügyi Hivatal 1989-es felszámolásával és az állam iskolaüzemeltetési monopóliumának megszűnésével megnyílt az út a református iskolák újraindítása előtt. A pápai kollégium felélesztéséért talán a Kövy Zsolt vezette Mándi Márton István Pápai Református Kollégiumi Alapítvány tette a legtöbbet, a kilencvenes években közel 20 millió forinttal támogatta azt.

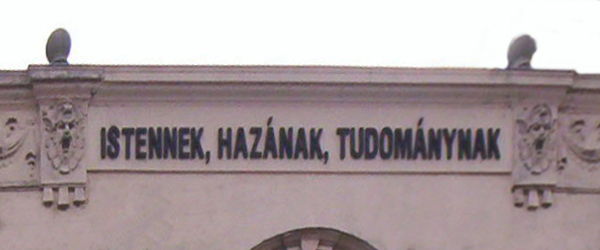
A felirat 1994 óta újra a helyén

A Pápai Református Kollégium Gimnáziuma 1991. szeptember 1-jén indíthatta újra első osztályait – ekkor még csak négyosztályos gimnáziumként, három párhuzamos osztállyal –, 460. tanévét kezdve. Itt tartották a magyarországi református középiskolák országos tanévnyitóját, amin Antall József miniszterelnök mondott ünnepi beszédet. A kollégium főigazgatója Kövy Zsolt lett, a gimnázium igazgatója Bujáky Miklós. Az újraindult iskola kezdetben csak régi épületének néhány tantermét kapta vissza a keleti szárnyban, évekig egy épületben működött a Petőfi Sándor Gimnáziummal. Az elkövetkező 4 év a visszaszorítását megélő, jövőjéért aggódó Petőfi gimnázium és a formálódó új, református iskola vezetése közötti érdekellentét okozta feszültségben telt, amit végül az önkormányzat új épület építésével, és a Petőfi gimnázium átköltöztetésével oldott meg. A teljes épület 1994-re került vissza az egyház tulajdonába, ekkor írták fel újra a homlokzatra az ’52-ben levert „Istennek, hazának, tudománynak” jelmondatot.
A következő tíz évet Bujáky Miklós és utódai szervező munkája nyomán a folyamatos építés jellemezte, az üresen, meglehetősen elhanyagolt állapotban visszakapott épületet rendbe hozták (nem kis részben a tanárok és diákok kétkezi munkájával), kibővítették az internátusokat és felépült tizennyolc tanárlakás. Mindennek anyagi alapját a gyülekezet és az öregdiákok adakozása, valamint külföldi (elsősorban holland, német, svájci, skót) egyházak adományai teremtették meg. A gimnáziumnak 1998 óta hatosztályos tagozata is van. 1994-ben dr. Kálmán Attila követte Bujákyt az igazgatói székben, őt pedig 2005-ben dr. Korsós Bálint. 2005 óta dr. Kálmán Attila a gimnázium tatai tagozatát vezeti.
Az 1998-ban dr. Vladár Gábor dékán vezetésével újraindult Pápai Református Teológiai Akadémia kezdetben a kollégium főépületében működött, 2001-ben pedig átkerült az akkor még szintén felújítás alatt álló Nátus épületébe. A kollégium legfiatalabb tagja, az 1999-ben alapított Tánc-Lánc Művészeti alapiskola a pápai Vadvirág néptáncegyüttes munkásságát viszi tovább. Ma is a főépületben működik, de kihelyezett tagozatai vannak a környékbeli falvakban.

## Történeti létszámadatok
A kollégium tanulóinak létszámáról szóló források, különösen az első századokból sajnos meglehetősen hiányosak, illetve bizonytalanok. Az anyakönyvek ugyanis általában csak az úgynevezett „tógátus” diákok, vagyis a teológusok létszámát őrizték meg, az alsóbb évesekét nem. Az alábbi számok egy része tehát a valós tanulói létszámnál kisebb. A későbbi századokban már pontosabbak a források: a táblázatban a kék jelölés csak a felső évesek, a piros csak az elemisták és gimnazisták létszáma, zöld az összlétszám.
| 1585 | 20  |
| 1600 | 26  |
| 1635 | 43  |
| 1644 | 25  |
| 1652 | 119 |
| 1654 | 6   |
| 1656 | 20  |
| 1658 | 12  |
| 1669 | 14  |
| 1671 | 14  |
| 1674 | 7   |
| 1675 | 9   |
| 1677 | 60  |

| 1683 | 27  |
| 1691 | 34  |
| 1694 | 23  |
| 1696 | 29  |
| 1698 | 35  |
| 1701 | 17  |
| 1703 | 26  |
| 1706 | 31  |
| 1711 | 22  |
| 1718 | 365 |
| 1735 | 21  |
| 1737 | 100 |
| 1763 | 50  |

| 1769    | 67  |
| 1770    | 58  |
| 1771    | 49  |
| 1772    | 46  |
| 1773    | 58  |
| 1774    | 65  |
| 1776    | 78  |
| 1779    | 61  |
| 1780    | 60  |
| 1781    | 61  |
| 1797    | 302 |
| 1818/19 | 110 |
| 1837/38 | 168 |

| 1838/39 | 307 |
| 1839/40 | 202 |
| 1841/42 | 280 |
| 1842/43 | 286 |
| 1843/44 | 192 |
| 1844/45 | 189 |
| 1845/46 | 176 |
| 1846/47 | 185 |
| 1849/50 | 281 |
| 1850/51 | 338 |
| 1857/58 | 306 |
| 1858/59 | 377 |
| 1859/60 | 410 |

| 1991/92 | 130 |
| 1992/93 | 256 |
| 1993/94 | 340 |
| 1994/95 | 402 |
| 1995/96 | 401 |
| 1996/97 | 423 |
|         |     |
| 2006    | 569 |
|         |     |
|         |     |
|         |     |
|         |     |
|         |     |

## Rektorok, professzorok és a kollégium felépítése
Az első száz évre vonatkozó források hiányos volta miatt ebből az időből csak néhány rektor nevét ismerjük, illetve pápai tanítóskodásukat is csak egy-egy évszámhoz tudjuk kötni.
| Gyzdawith Péter        | 1534             |
| Hollósi Péter          | 1585             |
| Gömöry István          | 1600             |
| Angyal (Seraphin) Pál  | 1612–14, 1616–18 |
| Váczi Botos István     | 1619–22          |
| Gyöngyösi Sári István  | 1622–23, 1628–29 |
| Domjáni Ferenc         | 1624–25          |
| Mosoni István          | 1625–27, 1629–32 |
| Szeli Luka György      | 1628, 1632–35    |
| Tolnai Barbély Gergely | 1635–36          |
| Bereczki Dániel        | 1636–39          |
| Nyikos János           | 1639–42          |
| Lendvai Péter          | 1642–45          |
| Gál István             | 1645–47          |
| Sárfői Márton          | 1647–49          |
| Kálnay János           | 1649–52          |
| Lenti János            | 1652–54          |
| Séllyei István         | 1654–55, 1660–62 |
|                        |                  |

| Marosi István       | 1656                      |
| ifj. Sári István    | 1656–58                   |
| Kóródi János        | 1658                      |
| Bátorkeszi István   | 1663                      |
| Gaál Imre           | 1666                      |
| Baló Mátyás         | 1668                      |
| Szeremlei Mihály    | 1669                      |
| Kocsi Csergő Bálint | 1671–74, 1677–83, 1694–95 |
| Szőke Mihály        | 1674                      |
| Kabai Mihály        | 1675                      |
| Dobrovitzai Miklós  | 1677                      |
| Szeremlyei János    | 1683                      |
| Szokolyai György    | 1691                      |
| Csuzy Cseh József   | 1696                      |
| Séllyei Pál         | 1698                      |
| Szilvási Péter      | 1701                      |
| Deáki István        | 1703                      |
| Szepsi Mátyás       | 1706–09                   |
|                     |                           |

| Szentpéteri Péter      | 1711–12       |
| Hosszúfalusi Márton    | 1713          |
| Kövesdi János          | 1714, 1718–21 |
| Lepsényi István        | 1714          |
| Rimaszombati István    | 1715–17       |
| Berta Benedek          | 1721–23       |
| Újvári András          | 1724–29       |
| Almási András          | 1729–31       |
| Ladányi Miklós         | 1731–32       |
| Keresztúri Tuba István | 1732–35       |
| ifj. Torkos Jakab      | 1735          |
| Szoboszlai István      | 1735–39       |
| Pápai M. Mihály        | 1739–40       |
| Gőböl Gáspár           | 1740–44       |
| Baranyi Péter          | 1744–45       |
| Kún János              | 1745–52       |
| Nagy Mihály            | 1755–85       |
| Járdánházy Gábor       | 1785–86       |
| Csépán János           | 1786–90       |

Mándi Márton István professzorsága alatt (1790-1831) a teológia mellett már a természettudományok is helyet kaptak a világiasodó tananyagban, ekkor kezdtek kialakulni az egyes tanszékek. Egyidőben több professzor is tanított a kollégiumban, ezért az utóbbi kétszáz év tanárait és tanszékeit egy idővonalon mutatjuk be. A tanszékek – különösen kezdetben – nem különültek el élesen egymástól, sőt gimnáziumi tanárok is tanítottak az akadémián vagy fordítva.
Az alábbi ábra csak nagy vonalakban tükrözi a két évszázad tanrend- és tantervbeli változásait, meglehetősen vázlatos és leegyszerűsített. Helyenként hosszabb „lyukak” is láthatók két tanár között; a tanítás ilyenkor sem szünetelt, a tanszéket helyettesítő tanárok vették át, vagy – mint például a gimnáziumban 1860 és 1886 között – évente váltották egymást a tanári karból kikerülő „soros” igazgatók.

## Az iskola életét, szellemiségét jellemző diák-visszaemlékezések
| „                                                   | A benn lakó deákok közt a kollégyiomnak minden szobáiban s folyosóin klastromi tisztaság és csendesség, gyári és fabrikai rend és munkásság uralkodott. Reggel négy órakor felkelés, estvéli tíz órára lenyugvás, szokott reggeli és estvéli könyörgések, huzamos tanulás s tanításra készület, ebéd és vacsora után fél-fél órai engedelem az időtöltésre s társalkodásra, délutáni tanítás végeztével vacsorakori a mezőre kisétálhatás, a pipázásnak csupán csak refektóriumban bizonyos órákra szorítása. Ez volt a napirend. | ” |
| – írja Tóth Dániel Mándi Márton István iskolájáról. | |   |

| „                                      | Olyan tanáraim voltak abban a vidéki kisvárosban, hogy mikor Pestre jöttem az egyetemre, nem emelkedést, hanem alacsonyabb színvonalat észleltem némely szakban. Bocsor nagytudományú férfiú volt, kátói jellem, szigorú és igazságos. […] Tarczy mestere volt az előadásnak, a legszárazabbnak vélt tárgyat, a matematikát is úgy tanította, hogy élvezet volt hallgatni. Komoly tudós, azt hiszem, az első számbavehető magyar természettudományi könyvnek írója. […] Volt az alsó veszprémmegyei esperességnek egy ösztöndíja, harminckét ezüst forint, annak a bölcsészhallgatónak szánva, ki az érettségin legjobban felel fizikából. Feleletem alapján megkaptam ezt az ösztöndíjat, el is mentem személyesen érte Perey János esperes úrhoz Fokszabadiba; avval a pénzzel mentem Pestre. Évekkel később, 1879-ben találkoztam Tarczyval, ki az akadémiai nagygyűlésre fel szokott jönni. Megköszöntem az ösztöndíjat, ő pedig elmondta, hogy az nem volt olyan egyszerű dolog. Az alapítólevélben ugyanis az áll: «az a helvét hitvallású ifjú» és emiatt a püspök és a kúrátor urak ellentmondtak annak, hogy engem tüntessenek ki vele. «Azt feleltem nekik, mégis csak fontosabb, hogy legjobban tudja a fizikát, mint az, hogy kálvinista legyen.» | ” |
| – az izraelita vallású Marczali Henrik | |   |

| „                | A magyar irodalmat pápai kollégista koromban szerettem meg. Szerettem olvasni. A diákoknak nagy könyvtár állt rendelkezésükre. Eljártam a képzőtársaság összejöveteleire. Az első cikkem a pápai diáklapban, a Kollégiumi Lapok-ban jelent meg. […] Sokat köszönhetek a pápai kollégiumnak. Ott kaptam lelki és szellemi gazdagodást, amely meghatározta életutamat. | ” |
| – Lőrincze Lajos | |   |

| „                | A középiskola négy alsó osztályát Győrben végeztem, a felső négy osztályt pedig Pápán, a református gimnáziumban. Ez a gimnázium felekezeti iskola volt, amelyben a tanulók az egyházi nevelés mellett hazafias nevelésben is részesültek. Ma is tisztán és nemesen élnek bennem a pápai kollégiumi évek, ahol az emberiség, a tiszta humanizmus, a hazaszeretet olyan természetes egyszerűséggel volt jelen, mint maga a levegő, amely körülölelt és éltetett. | ” |
| – Somogyi József | |   |

| „               | Kicsit mindig elszorul a szívem, amikor szóba kerül a kollégium. Szerettem ezt az iskolát. Vannak intézmények, amelyek a történelemtől kaptak megkülönböztető szerepet. Ilyen intézmény volt ez az iskola is. A sárospataki, a debreceni, a pápai református kollégium szellemében nemcsak az egyházé volt a vezető szólam, hanem ugyanúgy a magyar, a nemzeti és haladó művelődésé is, amely Csokonai, Ady felvilágosult és európai igazodásával jellemezhető. Hogy mennyire nem a felekezeti elfogultság jellemezte a kollégiumot, talán azzal érzékeltethetem leginkább, hogy osztálytársaim között szép számmal akadt evangélikus, róm. katolikus és zsidó vallású diák is. A négyszázötven éves múlt – most látom – micsoda hátország volt! A kollégiumban rangot nem a származás, nem a hovatartozás adott, hanem a tehetség és az emberi magatartás ötvözete. Ott értettem meg, hogy a jellem épsége és tisztasága nélkül nincs igazi szellemi érték. Ilyen természetű csiszolódásunknak műhelye ugyanaz a képzőtársaság volt, amelyben Jókai és Petőfi tehetségének gyémántpora is ottmaradt. Felsős koromban jómagam is szerepelgettem a gyűlésein. Adyról írt tanulmányommal keltettem is némi érdeklődést. Az viszont tagadhatatlan, hogy a költészet iránti vonzalmat a Képzőtársaság légköre nevelte fel és bontakoztatta ki bennem. | ” |
| – Csoóri Sándor | |   |

## A kollégium az irodalomban
A kollégium körülbelül Mándi Márton István rektorsága óta tevékenyen ápolja a magyar nyelvet; nem véletlen, hogy az első magyar versek is ebben az időben születtek a tanárok, diákok tollából. Közülük néhány témájában is az iskolához kapcsolódik, például a Mándi temetésére írt versek.
Mikszáth Kálmán Jókai Mór élete és kora című művében ír a kollégiumról a nagy előd tanulóévei kapcsán. Csizmadia Károly gimnáziumi és teológiai anekdotákat beszél el Pápai kollégiumi történetek című kötetében (Pápa, 1989), felidézve egykori tanárai és diáktársai alakját. Egy külföldre származott diák, Linksz Arthur szemészprofesszor is feleleveníti diákkori élményeit Fighting the third death (New York, 1986, magyarul Harc a harmadik halállal, Budapest, 1990) című önéletrajzi regényében. A 17. századi kollégium jelenik meg Moldova György Negyven prédikátor című könyvében, melyben Kocsi Csergő Bálint, Séllyei István és sorstársaik gályarabságának történetét írja meg.
Fáber Kovács Gyula 1931-ben a kollégium alapításának 400. évfordulójára, még diákként írt regényt iskolájáról, melyben egy vidékről a kollégiumba került kisdiák életét beszéli el. Rab István igazgatót Darab tanár úr néven örökítette meg. A mű címe: Ballag már a vén diák – Pápai diákok regénye. Fáber a Kollégiumi Lapokban is publikált, szintén a jubileumra írt Kötelez a múlt című verséből idézünk:
Rab Zsuzsa a kollégium felszámolása után, 1983-ban írta az iskola történetét bemutató Tövisek közt sajlódott gyenge liliom című versét az Adásztevelről való hazaszabadulás 200. évfordulójára. Ez a vers volt az iskola újraindításáért vívott harc egyik első mozzanata. Zárórefrénje:
Az egyháztörténeti irodalom minden, a témát érintő munkában foglalkozik az iskolával, de jelentek meg kifejezetten a kollégium történetéről szóló, azt nemcsak egyházi, hanem oktatási, társadalmi szempontból is vizsgáló művek: Kis Ernő: A dunántúli ev. ref. egyházkerület pápai főiskolájának története 1531-1895 (Pápa, 1896); Lampérth Géza: A Pápai Református Főiskola története 1531-1931 (Pápa, 1931).
A pártállami években kevés munka jelent meg a kollégiummal kapcsolatban; fontos kivétel A pápai kollégium története (Tankönyvkiadó, Budapest, 1981), amin azonban kissé érződik, hogy a párt elvárásai szerint készült, az iskola államosítását például egyáltalán nem tárgyalja. A korszak utolsó éveiben, illetve a rendszerváltás után szép számmal jelentek meg iskolatörténeti kiadványok, memoárkötetek: Rab István emlékezete (Pápa, 1987); Pótor Imre: Dr. Tóth Endre, az egyházépítő professzor (Vásárosnamény, 1996).